# Santos Degollado, Chiapas
Santos Degollado är en ort i Mexiko.   Den ligger i kommunen Tecpatán och delstaten Chiapas, i den sydöstra delen av landet, 600 km öster om huvudstaden Mexico City. Santos Degollado ligger 112 meter över havet och antalet invånare är 713.
Terrängen runt Santos Degollado är huvudsakligen kuperad, men den allra närmaste omgivningen är platt. Runt Santos Degollado är det ganska glesbefolkat, med 42 invånare per kvadratkilometer. Närmaste större samhälle är Raudales Malpaso, 18,1 km söder om Santos Degollado. I omgivningarna runt Santos Degollado växer huvudsakligen savannskog.